# 横須賀市立総合医療センター
横須賀市立総合医療センター（よこすかしりつそうごういりょうセンター）は、神奈川県横須賀市神明町にある医療機関。横須賀市立うわまち病院（横須賀市上町）の老朽化に伴い、2025年（令和7年）3月1日に久里浜神明公園敷地内に新築移転し整備された病院である。

## 概要
横須賀市立うわまち病院（横須賀市上町）の老朽化に伴い、2025年（令和7年）に神明町に新築移転して開院することとなった。新築移転により横須賀市立うわまち病院と比べて、病床数が33床増床され450床、標榜診療科も血液内科やアレルギー科などが追加され28科から34科となる。
建物は鉄骨一部鉄筋コンクリート造7階建て（延べ床面積約3万8千平方メートル）。屋上には三浦半島で初めてとなる救急患者の搬送用ヘリポートが整備されている。
開院式は2025年（令和7年）2月22日に行われ、3月1日に開院し、3月4日から外来診療を開始する。

## 診療科
- 内科
- 精神科
- 脳神経内科
- 呼吸器内科
- 消化器内科
- 循環器内科
- 腎臓内科
- 小児科
- 外科
- 整形外科
- 形成外科
- 脳神経外科
- 呼吸器外科
- 心臓血管外科
- 小児外科
- 消化器外科
- 乳腺外科
- 皮膚科
- 泌尿器科
- 産科
- 婦人科
- 耳鼻咽喉科
- 眼科
- 放射線科
- 麻酔科
- リハビリテーション科
- 救急科
- 病理検査科
- 血液内科（新病院で追加）[2]
- アレルギー科（新病院で追加）[2]
- 歯科（新病院で追加）[1]
- 歯科口腔外科（新病院で追加）[1]

## 建物
| 階   | 概要 |
| ---- | --- |
| 屋上 | ヘリポート |
| 7F   | 機械室、電気室 |
| 6F   | 回復期リハビリテーション病棟、感染症病棟、レストラン |
| 5F   | 一般病棟（4病棟） |
| 4F   | 一般病棟（2病棟）、産科・混合病棟、小児病棟、分娩室、NICU（新生児集中治療室）、GCU（新生児集中治療室）                                                       |
| 3F   | 手術室（10室）、集中治療室（ICU、EICU、HCU、SCU）、中央材料室、血管造影室、管理部門、医局                                                                    |
| 2F   | 外来受付、外来部門、健診センター |
| 1F   | 総合受付、救急外来、医事課、薬剤部門、栄養部門、内視鏡部門、防災センター、核医学部門、放射線診療部門、リニアック棟、コンビニエンスストア（ファミリーマート） |

## 交通アクセス
- 京急京急久里浜駅徒歩約7分[4]
- 東日本旅客鉄道（JR東日本）久里浜駅徒歩約12分[4]